# Admiral's Men
De Admiral's Men (ook wel Lord Admiral's Men) was een Engels toneelgezelschap ten tijde van Elizabeth I en Jacobus I.

Oorspronkelijk heette de groep 'Lord Howard's Men', naar hun beschermheer, Charles Howard. Toen deze in 1585 benoemd werd tot Lord High Admiral werd de naam aangepast. Later opereerden zij nog onder diverse andere namen: Nottingham's Men, Prince Henry's Men (na 1603) en Palsgrave's Men (na 1612).
De groep werd, tot zijn overlijden in 1616, geleid door de succesvolle Londense zakenman Philip Henslowe en had met Edward Alleyn een gevierd acteur in de gelederen. Christopher Marlowe kan gezien worden als de 'huisschrijver', zoals William Shakespeare dat was voor de Lord Chamberlain's Men. Van Marlowe stonden onder meer de stukken Doctor Faustus en Tamburlaine op het repertoire. Ook Ben Jonson acteerde in dit gezelschap en schreef er later stukken voor.
De Admiral's Men waren van oorsprong een reizend gezelschap en traden ook op aan het hof in de periode 1585 tot 1587. Door een tragisch ongeluk in november 1587 moest het gezelschap zich enige tijd terugtrekken: het afsteken van een kanon ging verkeerd, waardoor een kind en een zwangere vrouw om het leven kwamen. In 1588 en 1589 volgden er echter weer optredens aan het hof.
In 1587 bouwde Henslowe het theater The Rose, dat vanaf 1592 de vaste plaats zou worden voor de Admiral's Men.
Het gezelschap behoorde met de Lord Chamberlain's Men tot de topgezelschappen van Londen, hoewel het gezelschap van Shakespeare hen op den duur overvleugelde. Als gevolg daarvan bouwde Philip Henslowe een nieuw theater, gebaseerd op Shakespeares Globe Theatre, op de noordelijke oever van de Theems. Dit nieuwe theater, The Fortune, werd in 1600 de nieuwe speellocatie van de Admiral's Men.
In 1631 viel de groep uiteen.